# L.A. Guns
L.A. Guns er et amerikansk hård rock-band, som blev dannet i Los Angeles i 1983.

## Medlemmer
- Tracii Guns - guitarist
- Phil Lewis - vokalist
- Johnny Martin - bassist
- Ace Von Johnson - guitarist
- Scot Coogan - trommeslager

## Diskografi
- L.A. Guns (1988)
- Cocked & Loaded (1989)
- Hollywood Vampires (1991)
- Vicious Circle (1994)
- American Hardcore (1996)
- Shrinking Violet (1999)
- Man in the Moon (2001)
- Waking the Dead (2002)
- Tales from the Strip (2005)
- Hollywood Forever (2012)
- The Missing Peace (2017)
- The Devil You Know (2019)

## Ekstern henvisning
- Officiell hjemmeside Arkiveret 30. november 2020 hos  Wayback Machine

| Musikgruppe | Spire Denne artikel om en amerikansk musikgruppe er en spire som bør udbygges. Du er velkommen til at hjælpe Wikipedia ved at udvide den. |

1. ↑  Navnet er anført på bokmål og stammer fra Wikidata hvor navnet endnu ikke findes på dansk.